# Egyenletrendszer
Egyenletrendszerről beszélünk a matematikában akkor, ha van legalább 2 olyan egyenlet, melyeknek külön-külön vett megoldáshalmazuknak metszete megoldásul szolgálhat az egyenletrendszerre nézve. Az egyenletrendszereket úgy definiáljuk, hogy az egyes egyenleteket egymás alá írjuk, majd egyik oldalról egy egybefoglaló kapcsos zárójellel látjuk el a rendszert.

## Egyenletrendszerek kategóriái
Az egyenletrendszereket az egyenletekhez hasonlóan többféle szempont alapján csoportosíthatjuk:

### Jellegszerűen
- Algebrai egyenletrendszerek
- Transzcendens egyenletrendszerek
- Hibrid egyenletrendszerek
- Differenciálegyenlet-rendszerek.

### Fokális szempont alapján
- Lineáris
- Másodfokú (kvadratikus)
- Harmadfokú
- Negyedfokú
- Magasabb fokú

### Az ismeretlenek- és az egyenletek számának relatív aránya alapján
(|N| := az ismeretlenek száma; |M| := az egyenletek száma a rendszerben):
- |N| < |M| (Legtöbbször nincs egyértelmű megoldás csak ellentmondás)
- |N| = |M| (Általában egy megoldás (gyök) van.)
- |N| > |M| (Legtöbbször van megoldás (megoldáshalmaz) /parciális megoldás/)

## Megoldási módszerek
A különböző egyenletrendszerek megoldhatóságát az egyenletek típusa, száma és jellege alapján mérlegelhetjük; ezeknek függvényében változhat az, hogy melyik operációt illetve számítási algoritmust tudjuk alkalmazni, illetve gyakran előfordul, hogy egyik módszerrel könnyebben megoldhatóak különböző egyenletrendszerek mint egy másik módszer felhasználásával.

### Elsőfokú egyenletrendszerek
Az elsőfokú egyenletrendszerek megoldása lezárt témakör, Általános módszerek már régóta ismeretesek. Ezek alkalmazása sok esetben mechanikus, algoritmikus, így számítógépek segítségével elvégezhető.

#### Egyenlő együtthatók
Az egyenlő együtthatók módszerét főként kettő- és három egyenletből álló egyenletrendszerek esetében alkalmazzuk. Legyen adott egy kétismeretlenes egyenletrendszer:
{\displaystyle \left.{\begin{aligned}3x+5y&=15\\2x-4y&=20\end{aligned}}\right\}}
Ahogyan az a módszer elnevezéséből is következik, az eljárás lényege, hogy az egyenletekben szereplő egyik ismeretlen együtthatói ekvivalensek legyenek egymással. Ezt követően a két egyenletet összeadjuk vagy kivonjuk egymásból annak függvényében, miképp tudjuk az aktuális egyik ismeretlent kiejteni a rendszerből.
Küszöböljük ki az x-es ismeretlent!
Ennek érdekében szorozzuk meg az első egyenletet 2-vel, a másodikat pedig 3-mal:
{\displaystyle \left.{\begin{aligned}6x+10y&=30\\6x-12y&=60\end{aligned}}\right\}}
Vonjuk ki az egyik egyenletet a másikból: (I - II)
{\displaystyle {\begin{aligned}22y&=-30&/:22\\y&={\frac {-30}{22}}=-{\frac {15}{11}}\end{aligned}}}
Helyettesítsünk vissza az eredeti egyenletrendszer egyik tetszőleges egyenletébe:
{\displaystyle {\begin{aligned}3x-{\frac {150}{22}}&=15&&/\cdot 22\\66x-150&=330&&/+150\\66x&=480;&&/:66\\x&={\frac {80}{11}}\end{aligned}}}

#### Behelyettesítés
Vegyük alapul az előző egyenletrendszert:
{\displaystyle \left.{\begin{aligned}3x+5y&=15\\2x-4y&=20\end{aligned}}\right\}}
Majd oldjuk meg a behelyettesítés módszerével! Az eljárás lényege abban merül ki, hogy legalább az egyik ismeretlen értékét kifejezzük, majd a kifejezett összefüggéssel behelyettesítünk az egyenletrendszer egy másik egyenletének megfelelő ismeretlenjének helyére:
{\displaystyle {\begin{aligned}3x+5y&=15&&/-5y\\3x&=15-5y&&/3\\x&={\frac {15-5y}{3}}\\\\2{\frac {15-5y}{3}}-4y&=20&&/\cdot 3\\2(15-5y)-12y&=60&&/{\text{zárójel felbontása}}\\30-10y-12y&=60&&/{\text{összevonás}}\\-22y+30&=60&&/-30\\-22y&=30&&/:(-22)\\y&={\frac {30}{-22}}=-{\frac {15}{11}}\end{aligned}}}
Ezt visszahelyettesíthetjük az x kifejezésébe:
{\displaystyle {\begin{aligned}x&={\frac {15-5\cdot {\frac {15}{11}}}{3}}=\\&={\frac {15-{\frac {75}{11}}}{3}}={\frac {165-75}{33}}={\frac {90}{33}}={\frac {30}{11}}\end{aligned}}}

#### Determinánsokkal
A determináns szó jelentése: meghatározni, lineáris egyenletrendszerek megoldása során pedig az alábbi sorokban látható módszert a determináns alkalmazásával Cramer-szabálynak szokás nevezni.
A Cramer-szabályt egyenletrendszerek megoldása során kizárólag lineáris egyenletrendszerek esetében használhatjuk fel, amikor is az egyenletrendszer határozott (a különböző ismeretlenek és az egyenletek száma egyenlő) és a rendszer determinánsa (D) nem zérus!
A determinánsokban olyan mátrixszerű elrendezésben írjuk fel az egyenletrendszer ismeretlen tagjainak együtthatóit valamint a konstans tagokat, melyek segítségével meghatározhatóak (determinálhatóak) az ismeretlenek lehetséges értékei.
Például
Vegyük alapul az előző egyenletrendszert:
{\displaystyle {\begin{aligned}3x+5y&=15\\2x-4y&=20\end{aligned}}}
Három determinánst kell meghatároznunk:
{\displaystyle D_{x}=\left|{\begin{array}{rr}15&5\\20&-4\end{array}}\right|=15\cdot (-4)-20\cdot 5=-60-100=-160}
{\displaystyle D_{y}=\left|{\begin{array}{rr}3&15\\2&20\end{array}}\right|=3\cdot 20-2\cdot 15=60-30=30}
{\displaystyle D=\left|{\begin{array}{rr}3&5\\2&-4\end{array}}\right|=3\cdot (-4)-2\cdot 5=-12-10=-22\neq 0}
Ezekkel már megoldható az egyenletrendszer. Ennek feltétele ugyanis, hogy az együttható-determináns ne legyen nulla.
{\displaystyle {\begin{aligned}x&={\frac {D_{x}}{D}}={\frac {80}{11}}\\y&={\frac {D_{y}}{D}}=-{\frac {15}{11}}\end{aligned}}}

#### Gauss-elimináció
A Gauss-elimináció tulajdonképpen az egyenlő együtthatók módszerének továbbgondolása. Ennek lényege, hogy az első ismeretlent az első egyenlet kivételével minden egyenletből kiiktatjuk (elimináljuk), majd ugyanezt a második egyenlettel és ismeretlennel is megtesszük, stb.
Az eljárás révén az n-ismeretlenes, n egyenletből álló rendszer n darab egyismeretlenes egyenletre esik szét, amiket már egyszerűen tudunk megoldani.
Például
{\displaystyle \left.{\begin{array}{rrrl}2x&+3y&+z&=15\\x&-2y&+4z&=11\\3x&+6y&-3z&=9\end{array}}\right\}}
Vonjuk ki a második egyenletből az első 1/2-ét, a másodikból a 3/2-ét!
{\displaystyle \left.{\begin{array}{rrrl}2x&+3y&+1z&=15\\&-{\frac {7}{2}}y&{\frac {7}{2}}z&={\frac {7}{2}}\\&{\frac {3}{2}}y&-{\frac {9}{2}}z&=-{\frac {27}{2}}\end{array}}\right\}}
Most a második egyenlet -6/7-szeresét kivonjuk az első, -3/7-szeresét a második egyenletből.
{\displaystyle \left.{\begin{array}{rrrl}2x&&+4z&=18\\&-{\frac {7}{2}}y&{\frac {7}{2}}z&={\frac {7}{2}}\\&&-3z&=-12\end{array}}\right\}}
Végül a harmadik egyenlet 4/3-át kivonjuk az első egyenletből és -7/6-át a másodikból.
{\displaystyle \left.{\begin{array}{rrrl}2x&&&=2\\&-{\frac {7}{2}}y&&=-{\frac {21}{2}}\\&&-3z&=-12\end{array}}\right\}}
Van tehát három egyismeretlenes egyenletünk, ezek megoldása már közismert: {\displaystyle \left(1;3;4\right)}

#### Mátrixokkal
Az egyenletet felírhatjuk egy {\displaystyle {\vec {x}}} ismeretlen vektor transzformációjaként:
{\displaystyle {\hat {A}}{\vec {x}}={\vec {c}},}
ahol {\displaystyle {\hat {A}}} a transzformáció mátrixa. Mivel a mátrixokkal való osztás nem értelmezhető, ezért az egyenlet megoldását kerülő úton keressük. Mivel a lineáris transzformációk a szorzásra nézvést csoportot alkotnak, a mátrixoknak, ha a determinánsuk 0-tól különbözik, van reciproka, azaz multiplikatív inverze. Ha ezzel balról szorozzuk az egyenletet, akkor egyszerre megkapjuk egy vektor formájában az egyenlet megoldásait:
{\displaystyle {\vec {x}}={\hat {A}}^{-1}\cdot {\vec {c}}}
Például
Legyen az egyenletünk az alábbi:
{\displaystyle {\begin{array}{rrrl}4x&-y&+5z&=25\\5x&+9y&-2z&=29\\2x&+1y&+3z&=19\end{array}}}
Ennek a rendszernek a mátrixa
{\displaystyle {\begin{pmatrix}4&-1&5\\5&9&-2\\2&1&3\end{pmatrix}}}
Még felírjuk az eredményvektort is:
{\displaystyle {\vec {c}}={\begin{pmatrix}25\\29\\19\end{pmatrix}}}
A mátrix inverze
{\displaystyle {\begin{pmatrix}{\frac {29}{70}}&{\frac {8}{70}}&-{\frac {43}{70}}\\-{\frac {19}{70}}&{\frac {2}{70}}&{\frac {33}{70}}\\-{\frac {13}{70}}&-{\frac {6}{70}}&{\frac {41}{70}}\end{pmatrix}}}
Ezzel már beszorozhatjuk az eredményvektort.
{\displaystyle {\begin{pmatrix}{\frac {29}{70}}&{\frac {8}{70}}&-{\frac {43}{70}}\\-{\frac {19}{70}}&{\frac {2}{70}}&{\frac {33}{70}}\\-{\frac {13}{70}}&-{\frac {6}{70}}&{\frac {41}{70}}\end{pmatrix}}\cdot {\begin{pmatrix}25\\29\\19\end{pmatrix}}={\begin{pmatrix}2\\3\\4\end{pmatrix}}}
Mint látható, a megoldásokat egyszerre kaptuk meg. Mivel mátrix inverze mechanikusan számolható, ezért ez a módszer főleg számítógépes alkalmazásokban népszerű.

#### Lineáris bázistranszformáció
A transzformációval megfogalmazott forma továbbgondolásaként alkalmazhatjuk a bázistranszformációt. Ennek során valamely {\displaystyle \left(b_{1},b_{2},b_{3}\right)} bázisról egy másik {\displaystyle \left(b'_{1},b'_{2},b'_{3}\right)} bázisra térünk át. Ez lineáris transzformáció, azaz az egyenlet megoldását nem változtatja meg. Ha ennek során a transzformációs mátrix valamely speciális alakot ölti, akkor az egyenletrendszer megoldása is lényegesen egyszerűsödik.
Ez a Gauss-eliminációval és az inverz mátrix meghatározásával áll kapcsolatban, azonban, ha ismert a transzformációs mátrix, sokkal egyszerűbben is célt érhetünk. Ilyen lehet például, ha ismerjük a mátrix sajátértékeit.

### Másodfokú egyenletrendszerek
A másodfokú egyenletrendszerek megoldásával kapcsolatban a Bézout-tétel nyújt felvilágosítást. Eszerint egy másodfokú egyenletrendszernek, miután két másodfokú görbét határoznak meg, legfeljebb négy megoldása lehet.

#### Megoldhatóság
Akárcsak az elsőfokú esetben, itt is érdemes az egyenletrendszer megoldhatóságát vizsgálni.

#### Megoldási módszerek
A másodfokú egyenletrendszerek esetén célszerű a behelyettesítéses módszert alkalmazni, azaz az egyik egyenletből kifejezzük az egyik ismeretlent, majd azt a másikba behelyettesítjük. Ennek eredménye azonban időnként igen bonyolult egyenleteket eredményezhet, amik megoldása kifejezetten nehézzé válhat.
Általános esetben valamilyen közelítő eljárást szokás éppen ezért használni. Speciális esetben azonban van remény a kézzel való megoldásra is.
1. Ha az egyik egyenlet lineáris, akkor a behelyettesítést használhatjuk, eredményül egy másodfokú egyismeretlenes egyenletet kapunk, aminek megoldása közismert.
2. Ha mindkét egyenlet tisztán másodfokú tagokat tartalmaz, akkor úgy változók bevezetésével lineárissá tehetjük a rendszert.